# ثنائي أكسيد البروم
ثنائي أكسيد البروم هو مركب كيميائي صيغته BrO2، ويوجد بشكل مستقر فقط عند درجات حرارة منخفضة، وذلك على هيئة بلورات صفراء.

## التحضير
يحضر المركب من التفاعل المباشر بين عنصري البروم والأكسجين عند درجات حرارة منخفضة:
{\displaystyle \mathrm {Br_{2}+2\ O_{2}\longrightarrow 2\ BrO_{2}} }
هناك تقارير تشير إلى أن عزله جرى أول مرة في سنة 1937.

## الخواص
لا يوجد المركب على شكل مستقر عند درجات الحرارة القياسية، إنما فقط على شكل بلورت صفراء إلى برتقالية عند درجات حرارة منخفضة دون 0 °س، إذ أنه يتفكك فوقها.
عند تفاعله مع هيدروكسيد الصوديوم يتشكل بروميد الصوديوم بالإضافة إلى برومات الصوديوم:
{\displaystyle {\ce {6 BrO2 + 6 NaOH -> NaBr + 5 NaBrO3 + 3 H2O}}}